# Oberneusulza
Oberneusulza ist eine zur Landgemeinde Stadt Bad Sulza gehörende Siedlung, ohne offiziellen Status.

## Lage
Oberneusulza befindet sich im Landkreis Weimarer Land (Thüringen) und ist nur wenige Meter vom östlichen Stadtrand entfernt.

## Bevölkerung
42 Personen wohnen in Oberneusulza.

## Geschichte
Die Siedlung entstand durch die Salzgewinnung im Ilmtal. Die erste Saline wurde 1863 gebaut. Die Saline Neusulza gehörte  als Exklave zum wettinischen Amt Camburg, welches aufgrund mehrerer Teilungen im Lauf seines Bestehens unter der Hoheit verschiedener Ernestinischer Herzogtümer stand. 1826 kam der Ort als Teil der Exklave Camburg vom Herzogtum Sachsen-Gotha-Altenburg zum Herzogtum Sachsen-Meiningen.
Im Jahr 1923 fusionierten die Gemeinden Stadtsulza, Dorfsulza, Bergsulza und Oberneusulza zu einer Stadt Bad Sulza. Der Nachbarort Unterneusulza blieb vorerst eigenständig, schloss sich aber 1949 der Gemeinde Großheringen an.

## Persönlichkeiten
- Albert Lindner (1831–1888), Schriftsteller und Dramatiker